# Порте-де-Люшон
Порте́-де-Люшо́н (фр. Portet-de-Luchon, окс. Portèth de Luishon) — коммуна во Франции, находится в регионе Юг — Пиренеи. Департамент — Верхняя Гаронна. Входит в состав кантона Баньер-де-Люшон. Округ коммуны — Сен-Годенс.
Код INSEE коммуны — 31432.

## География

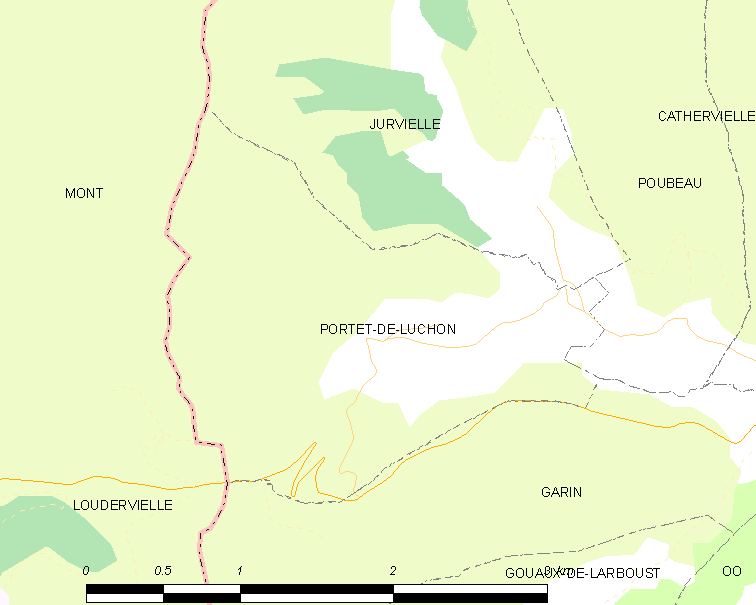
Карта коммуны

Коммуна расположена приблизительно в 690 км к югу от Парижа, в 120 км к юго-западу от Тулузы.

## Климат
Климат умеренно-океанический. Зима мягкая и снежная, весна характеризуется сильными дождями и грозами, лето сухое и жаркое, осень солнечная. Преобладают сильные юго-восточные и северо-западные ветры.

## Население
Население коммуны на 2010 год составляло 28 человек.
| 1962 | 1968 | 1975 | 1982 | 1990 | 1999 | 2010 |
| ---- | ---- | ---- | ---- | ---- | ---- | ---- |
| 64   | 40   | 45   | 35   | 40   | 32   | 28   |

## Экономика
В 2010 году среди 15 человек трудоспособного возраста (15—64 лет) 12 были экономически активными, 3 — неактивными (показатель активности — 80,0 %, в 1999 году было 71,4 %). Из 12 активных жителей работали 12 человек (6 мужчин и 6 женщин), безработных не было. Среди 3 неактивных 0 человек были учениками или студентами, 3 — пенсионерами, 0 были неактивными по другим причинам.

## Фотогалерея

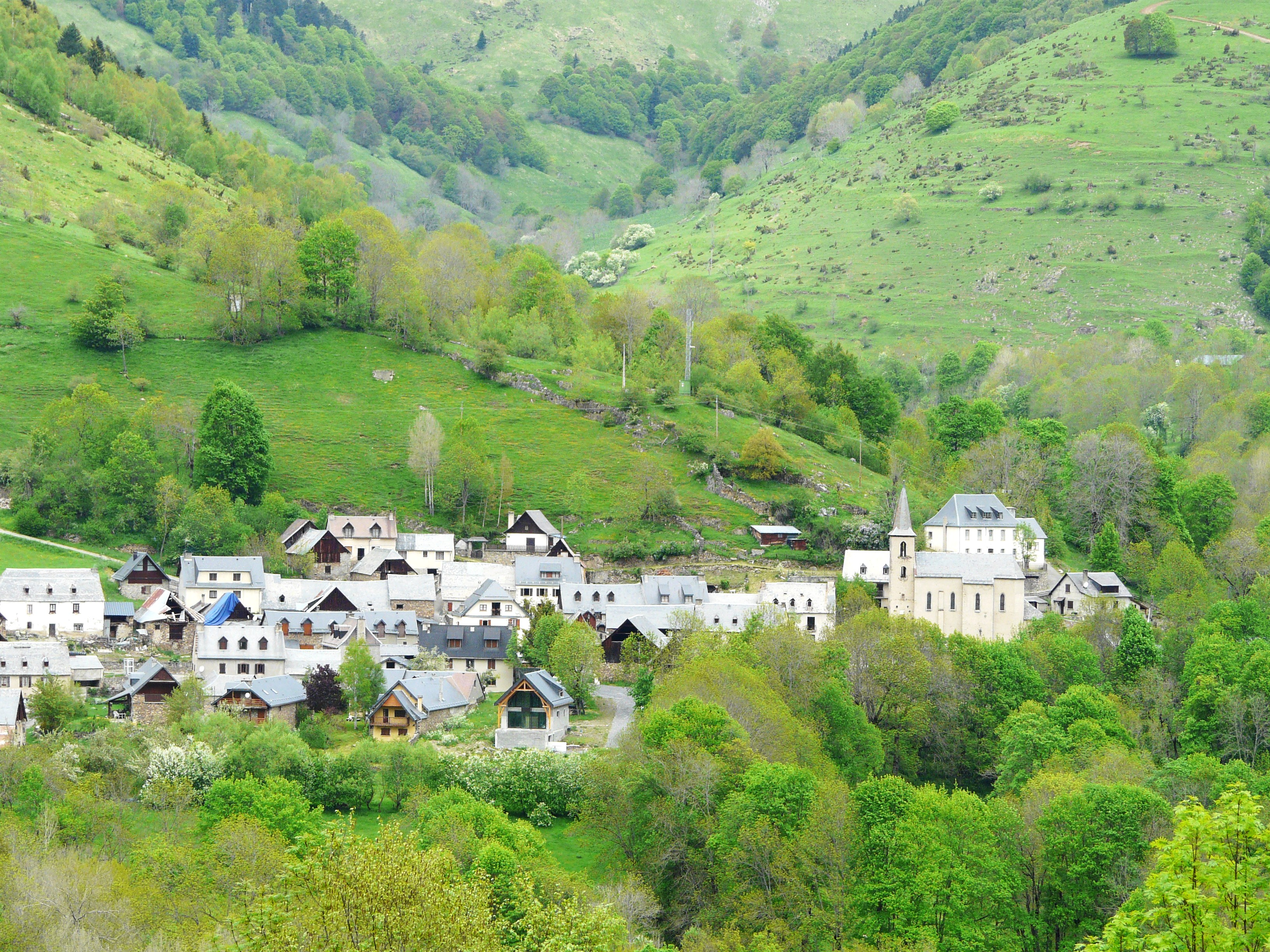
Порте-де-Люшон
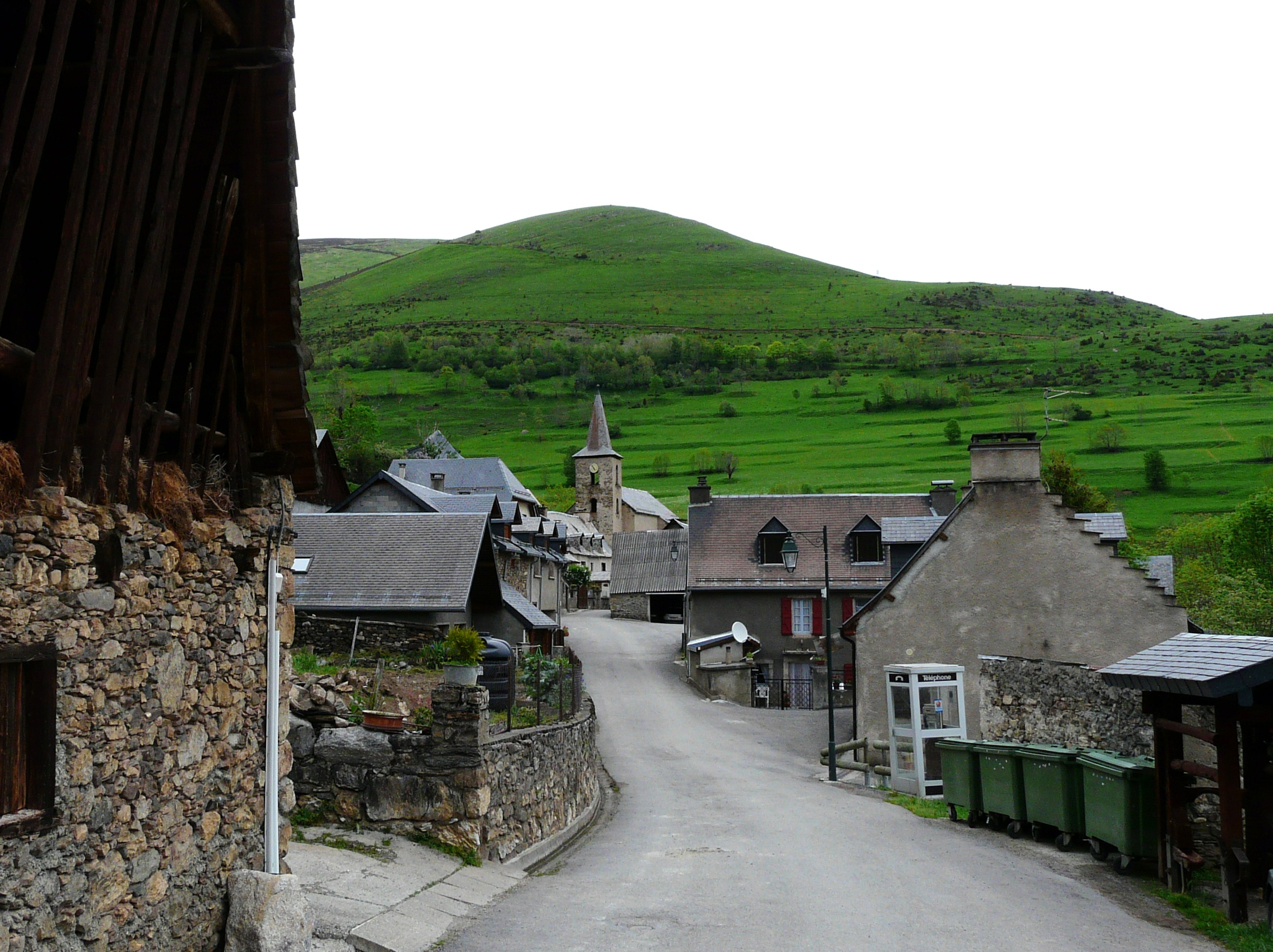
Порте-де-Люшон
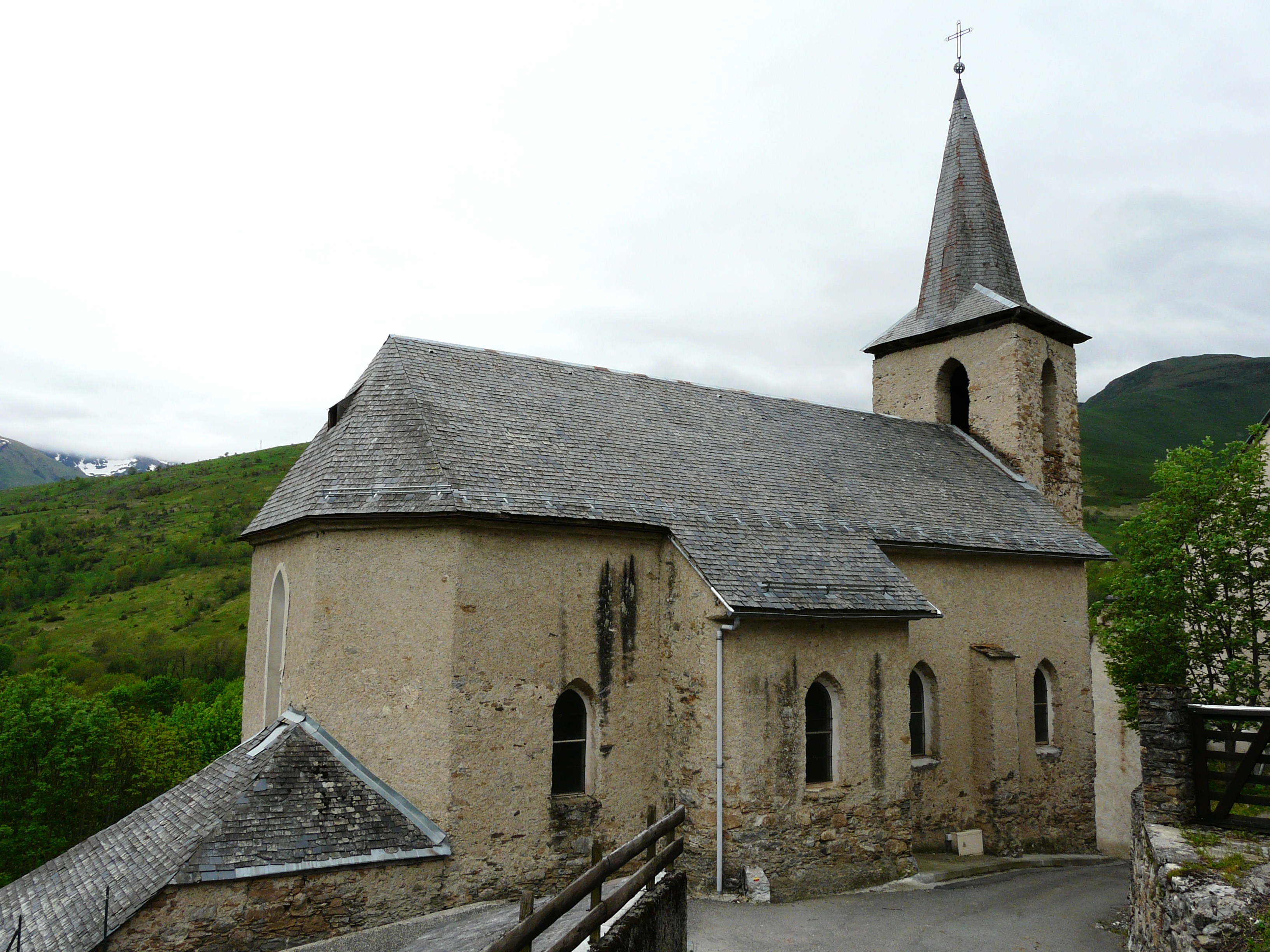
Церковь
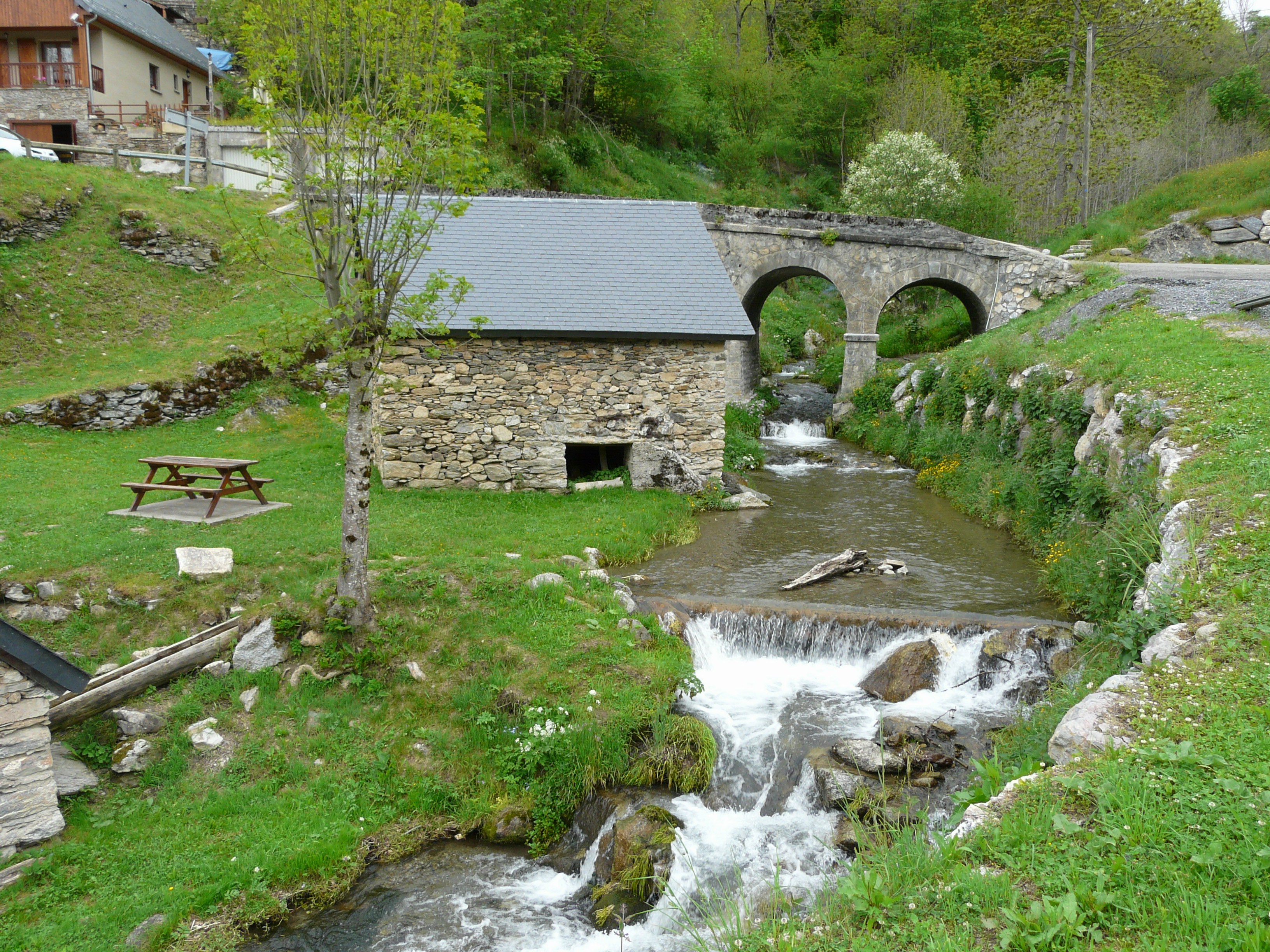
Водяная мельница
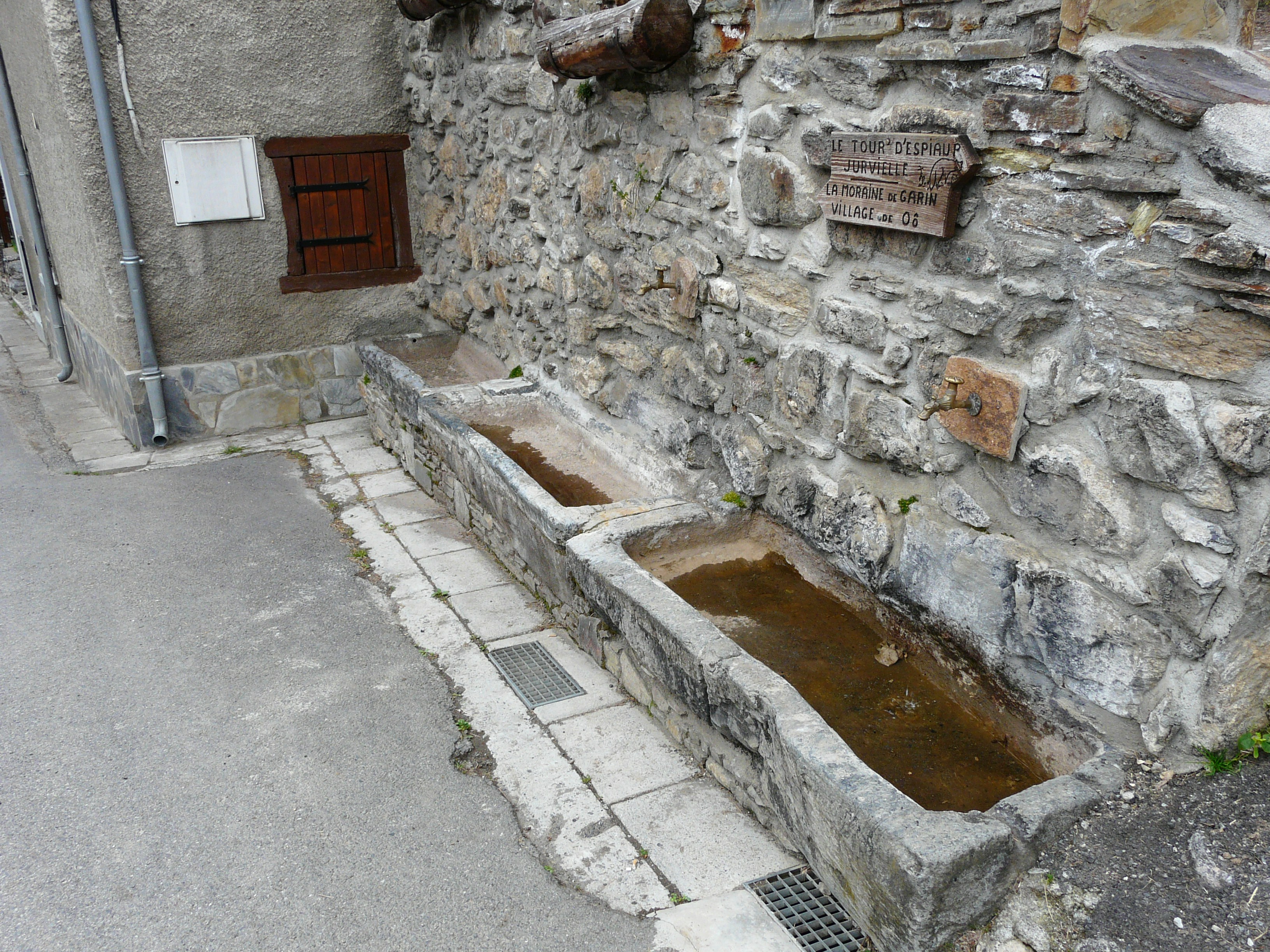
Водопой
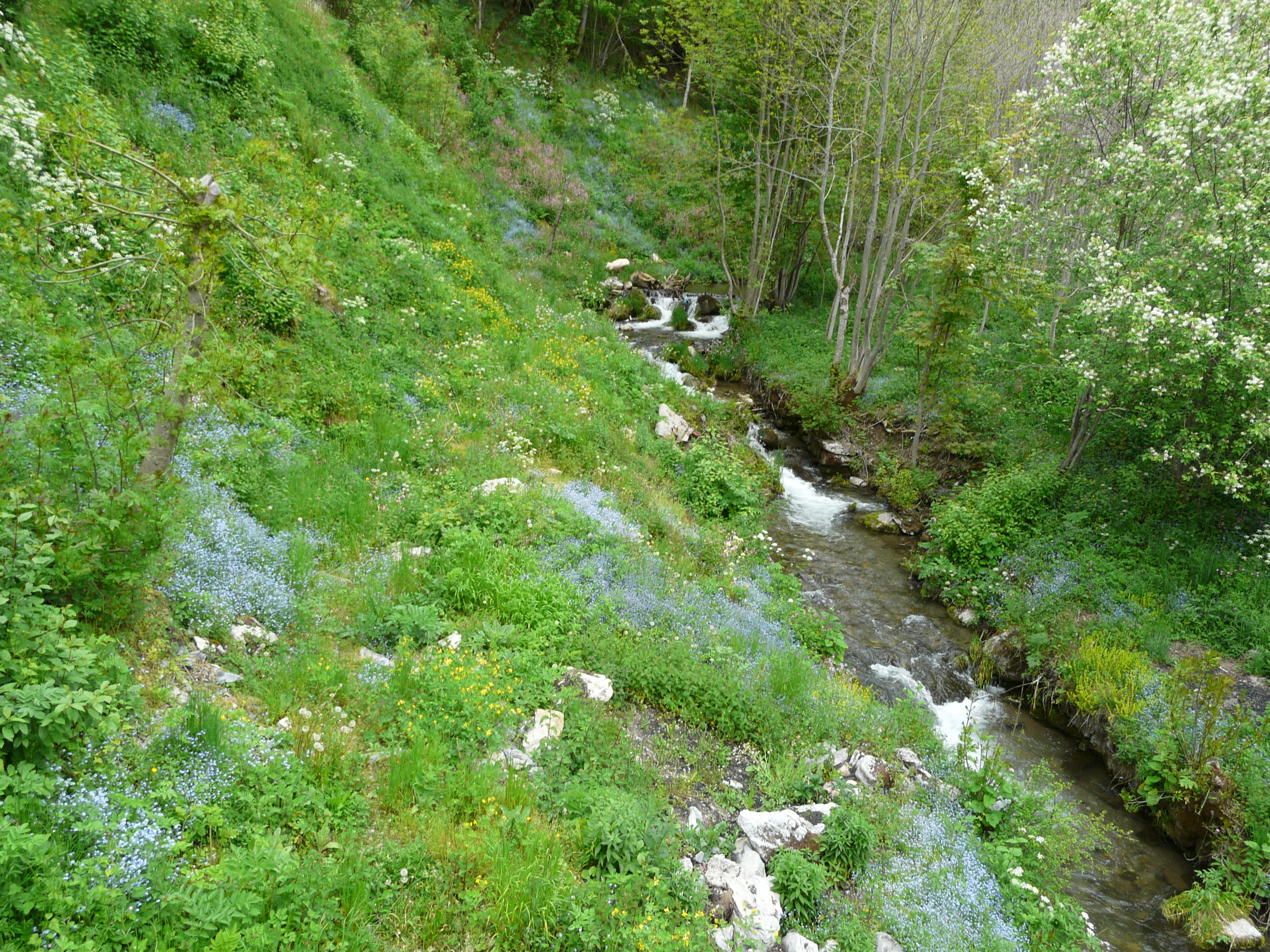
Река Лабаш